# Schiedsgericht im Beagle-Konflikt
Nach Jahrzehnten diplomatischer Bemühungen im Beagle-Konflikt einigten sich 1971 die Präsidenten Chiles und Argentiniens, Salvador Allende und General Alejandro Lanusse, im Arbitration Agreement, fortan Kompromiss genannt, eine Regelung über den Verlauf der gemeinsamen Grenze im Beagle-Kanal einem internationalen Schiedsgericht zu überlassen. Im Laufe der konfliktträchtigen Grenzziehung hatte man mehrere Verträge zu Grenzfragen unterschrieben, die Verpflichtungen zu Verfahrensfragen, Fristen und Instanzen festlegten. Darunter hatte man die britische Krone als Instanz im Falle eines Streits festgelegt.
Da zu dieser Zeit die Auseinandersetzungen um die Falklandinseln schon zu Problemen zwischen Argentinien und Großbritannien geführt hatten, wurden insbesondere Maßnahmen getroffen, die jede Voreingenommenheit im Urteil von vornherein ausschließen sollten: Unter anderen sind im Kompromiss die Namen der fünf gemeinsam ernannten Richter aus dem Internationalen Gerichtshof von Den Haag angegeben, die Aufgaben des Schiedsgerichts und der rechtliche Rahmen, in dem Recht gesprochen werden sollte. Die britische Krone konnte das Urteil nur annehmen oder verwerfen, aber nicht ändern.
Das sechs Jahre später gefällte Urteil ist das Ergebnis einer eingehenden Analyse der Rechte beider Länder über die Konfliktzone im Rahmen des Völkerrechts und der geltenden Verträge zwischen Chile und Argentinien seitens des Schiedsgerichts. Dazu haben beide Parteien alle Argumente und Dokumente dem Schiedsgericht vorgetragen, die ihrer Meinung nach ihre jeweiligen Rechte begründeten.
Das Urteil wurde einstimmig gefällt und gab in allen wichtigen Fragen der chilenischen Position Recht. Chile erkannte das Urteil an und ließ es in chilenisches Gesetz umwandeln. Argentinien erklärte das Urteil für null und nichtig und am 22. Dezember 1978 startete die Operation Soberanía um die Inseln militärisch zu besetzen.

## Verfahren
Der Kompromiss wurde in London am 22. Juni 1971 von den Vertretern der drei involvierten Staaten unterschrieben: Joseph Godber (Vereinigtes Königreich Großbritannien), Álvaro Bunster (Chile) und Gustavo Martínez Zuviría (Argentinien).
Die britische Krone war schon bei Streitfällen 1896 und 1960 um ein Schiedsgerichtsurteil zum Grenzverlauf gebeten worden. Auf Grund der wachsenden Spannung zwischen Argentinien und dem Vereinigten Königreich wegen des Konflikts um die Falklandinseln wurde im Kompromiss eine neue Verfahrensordnung festgeschrieben:
- Die Auswahl der Richter war nicht Aufgabe der britischen Krone, sondern wurde schon im Kompromiss festgelegt:
  - Hardy Cross Dillard (Vereinigte Staaten von Amerika)
  - Gerald Fitzmaurice (Vereinigtes Königreich)
  - André Gros (Frankreich)
  - Charles Onyeama (Nigeria)
  - Sture Petrén (Schweden)
- Es waren nur Richter am Internationalen Gerichtshof vorgesehen, ein Zugeständnis Chiles an den anfänglichen Wunsch Argentiniens, die Streitigkeit ganz dem Internationalen Gerichtshof zu übertragen.
- Nur einer der Richter durfte die britische Staatsangehörigkeit besitzen.
- Die britische Krone konnte das Urteil annehmen oder verwerfen, sie konnte das Urteil nicht ändern.

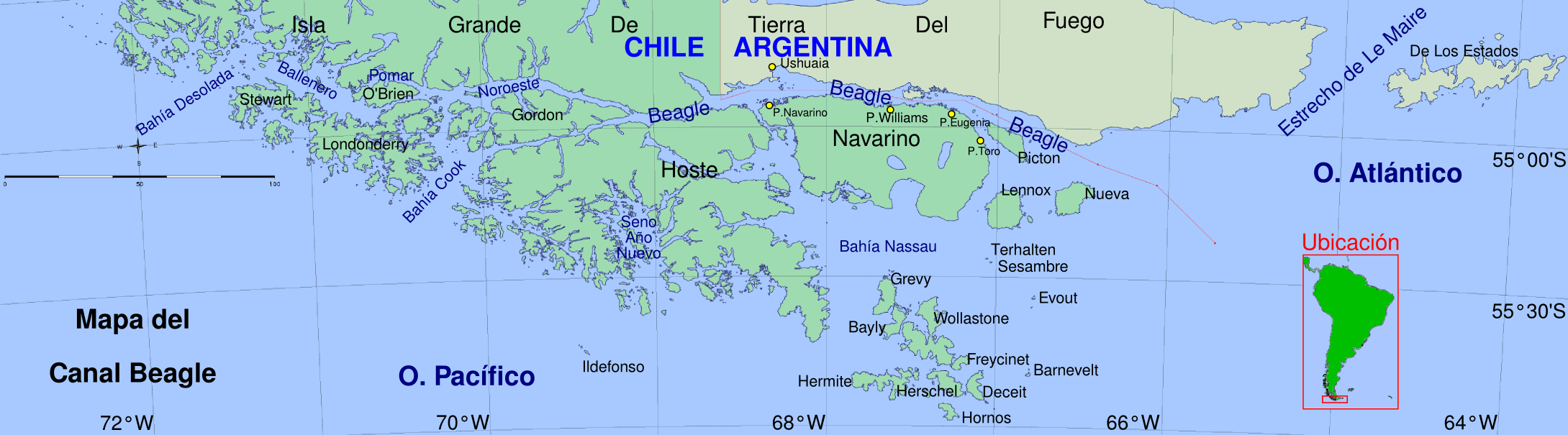
Der Beagle-Kanal, vom Pazifik bis zum Atlantik.

Der rechtliche Rahmen war unter anderem durch folgende Verträge gegeben:
- der Grenzvertrag von 1881 zwischen Chile und Argentinien,
- die Zusatzprotokolle von 1893 (Chile und Argentinien),
- die Zusatzprotokolle von 1902 (Chile und Argentinien),
- der Kompromiss von 1971 (Chile und Argentinien),
- der Allgemeine Schiedsvertrag von 1902 (Chile und Argentinien),
- Wiener Übereinkommen über das Recht der Verträge (international).

Auf diese Weise hatte das Vereinigte Königreich keinen Einfluss auf die Entstehung des Urteils. Das Verfahren, der gesetzliche Rahmen, die Richter und das Streitobjekt waren gemeinsam von beiden Ländern definiert worden. Auch nach der Unterzeichnung des Kompromisses vermied man jeden Anschein eines besonderen Einflusses Großbritanniens. Das Schiedsgericht, das seinen Tagungsort selbst aussuchen durfte, wählte nach vorheriger Absprache mit beiden Parteien das schweizerische Genf für seine Arbeit.
Die Parteien konnten sich auf keine gemeinsame Frage an das Tribunal einigen und deswegen stellte jede Partei ihre eigene Forderung an das Tribunal.
Argentinien beantragte beim Schiedsgericht

“[…] to determine what is the boundary-line between the respective maritime jurisdictions of the Argentine Republic and of the Republic of Chile from meridian 68°36"38.5" W., within the region referred to in paragraph (4) of this Article, and in consequence to declare that Picton, Nueva and Lennox Islands and adjacent islands and islets belong to the Argentine Republic.”

„[…] zu bestimmen, was innerhalb des Gebiets, das durch Absatz (4) dieses Artikels bestimmt ist, die Grenzlinie zwischen den jeweiligen Hoheitsgebieten im Meer zwischen der Republik Argentinien und der Republik Chile ab dem Längenkreis 68°36"38.5" W ist, und als Ergebnis festzustellen, dass die Inseln Picton, Nueva und Lennox und benachbarte Inseln und Felsen zu Argentinien gehören.“

Chile beantragte beim Schiedsgericht

“[…] to decide, to the extent that they relate to the region referred to in paragraph (4) of this Article, the questions referred to in her Notes of 11th December 1967 to Her Britannic Majesty's Government and to the Government of the Argentine Republic and to declare that Picton, Lennox and Nueva Islands, the adjacent islands and islets, as well as the other islands and islets whose entire land surface is situated wholly within the region referred to in paragraph (4) of this Article, belong to the Republic of Chile.”

„[…] die Fragen zu entscheiden, die in seiner Note vom 11. Dezember 1967 an die Regierung Ihrer Britischen Majestät und an die Regierung der Republik Argentinien gestellt wurden, soweit sie das Gebiet betreffen, auf das sich Absatz (4) dieses Artikels bezieht, und festzustellen, dass die Inseln Picton, Nueva und Lennox, die benachbarten Inseln und Felsen sowie alle weiteren Inseln und Felsen, deren ganze Landfläche völlig innerhalb des durch Absatz (4) dieses Artikels bestimmten Gebiets liegt, zur Republik Chile gehören.“

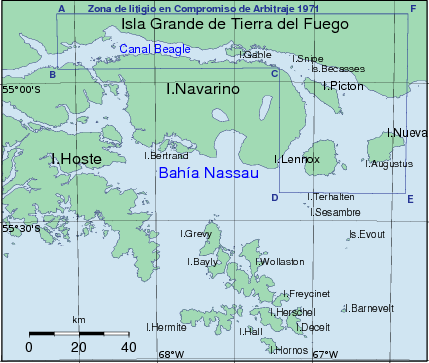
Das Schiedsgericht hatte über den Grenzverlauf im Polygon ABCDEF zu entscheiden. Bis 1971 waren nur die Inseln umstritten, die vollständig innerhalb des Polygons liegen. Ab 1978 stellte Argentinien Ansprüche auch auf die Inseln südlich der Navarino-Insel.

Im Artikel 1 Absatz (4) des Kompromisses wird ein Polygon ABCDEF in der Form eines Hammers als Konfliktzone definiert.
Das Verfahren lief in vier Phasen ab:
- Memoria (ab 1. Januar 1973) für die Einreichung von Landkarten und anderen Dokumenten.
- Contramemoria (vom 2. Juni 1974) für die Antworten auf die ersteren.
- Réplica (ab 1. Juni 1975) für Kommentare.
- Alegatos (ab 7. November 1975 bis 23. Oktober 1976) für die mündlichen Verhandlungen.

Chile übergab dem Schiedsgericht 14 Bände und 213 Landkarten, Argentinien 12 Bände und 195 Landkarten. Im März 1976 besuchte das Schiedsgericht den Beagle-Kanal, zuerst als Gast der chilenischen Regierung und danach als Gast der argentinischen Regierung.

## Begriffe zum Verständnis der Argumentation
Im Grenzvertrag von 1855 einigten sich Chile und Argentinien, die Grenzen der spanischen Kolonialverwaltung beizubehalten. Dieses, als Uti possidetis in der Rechtsprechung bekannte Prinzip, diente zwei Zwecken: Der erste war, das Territorium unter sich zu teilen, und der zweite, keine Res nullius-Gebiete (Gebiete die keinem anerkannten Staat unterstehen) zuzulassen, die fremde Mächte in Besitz hätten nehmen können.
Im Grenzvertrag von 1881 wurde der Grenzverlauf in der Anden-Region (die höchsten Berge und die Wasserscheide), in der Region nördlich der Magellanstraße (hauptsächlich um den Breitengrad 52°S) und in der Feuerland-Beagle-Region festgelegt.
Unter dem Ozean-Prinzip verstand Argentinien eine Interpretation des Uti possidetis, wonach während der Kolonialzeit Chile (das Generalkapitanat Chile) keinen Zugang zum Atlantik haben durfte und Argentinien (das Vizekönigreich des Río de la Plata) keinen Zugang zum Pazifik. Nach argentinischer Auffassung wurde dieses Prinzip nochmals in den Zusatzprotokollen von 1902 bestätigt. In diesem ersten Rüstungskontrollvertrag der Welt stand, dass die chilenische Kriegsmarine genügend Schiffe haben sollte, um die Interessen Chiles im Pazifik zu verteidigen, und die argentinische Kriegsmarine genügend Schiffe haben sollte, um die Interessen Argentiniens im Atlantik zu verteidigen.
Um die widersprüchlichen Interessen beider Länder überwinden zu können, hatte man 1881 einen Vergleich geschlossen, durch den Chile die gesamte Magellanstraße zugesprochen bekam. Ein Jahrhundert später war man sich nicht mehr einig, worauf Chile dafür verzichtet hatte: Chile behauptete, auf seine Gebiete nördlich der Magellanstraße und östlich der Anden (heute das kontinentale Südargentinien) verzichtet zu haben. Argentinien behauptete, Chile hätte auf sein Recht auf die atlantischen Küsten verzichtet.
Chile sah die Artikel 2 und 3 als die Beschreibung einer Regel-Ausnahme-Lösung: alle Gebiete südlich der Magellanstraße sollen Chile gehören mit Ausnahme des östlichen Teils der Feuerlandinsel, der Isla de los Estados und der Inseln, die im Atlantik liegen mögen. Alle anderen Gebiete seien im Vertrag Chile zugesprochen worden.
Die umstrittenen Artikel 2 und 3 des Vertrags von 1881 lauten:
Artikel 2:
„Im südlichen Teil des Kontinents und nördlich der Magellanstraße soll eine Linie die Grenzen zwischen den beiden Ländern bilden, die bei Punta Dungeness beginnt und über Land bis zum Monte Dinero gezogen wird; von da ab soll sie westwärts verlaufen und dabei den höchsten Erhebungen der dort existierenden Hügel folgen bis sie die Spitze des Monte Aymont erreicht. Von diesem Punkt ab soll die Linie bis zum Schnittpunkt des Längenkreises 70°W und des Breitenkreises 52°S verlängert werden und von da ab auf diesem Breitengrad nach Westen bis zur Wasserscheide der Anden verlaufen. Die Gebiete nördlich dieser Linie sollen zur Republik Argentinien gehören; zu Chile diejenigen, die sich südlich davon erstrecken, vorbehaltlich der Regelungen des Artikels 3, die Feuerland und die benachbarten Inseln betreffen.“
Artikel 3:
„Auf Feuerland soll vom Cabo del Espíritu Santo genannten Punkt ab dem Breitenkreis 52°40'S auf dem Längenkreis 68°34' westlich von Greenwich eine Linie nach Süden gezogen werden, bis sie auf den Beagle-Kanal trifft. Das so geteilte Feuerland soll auf der westlichen Seite chilenisch und auf der östlichen argentinisch sein. Bezüglich der Inseln sollen die Insel de los Estados, die kleinen Inseln in unmittelbarer Nähe und die Inseln, die im Atlantik östlich von Feuerland und vor der Ostküste von Patagonien liegen mögen, zur Republik Argentinien gehören; zu Chile sollen alle Inseln südlich des Beagle-Kanals bis Kap Hoorn gehören, sowie die, die westlich von Feuerland liegen mögen.“
(Die Angabe „68°34' W“ im Artikel 3 ersetzt die ursprüngliche „68°48' W“ in beiderseitigem Einverständnis.)

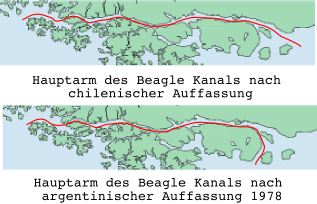
Die zwei Auffassungen über den Verlauf des Beagle-Kanals

In der Kontroverse konnte man sich auf zwei Klauseln innerhalb des Vertrages beziehen, um die Zugehörigkeit der Inseln zum einen oder zum anderen Land zu bestimmen: Die Chilenen argumentierten mit der Kanal-Klausel („[…] Chile diejenigen, die sich südlich davon erstrecken, […]“); dagegen leiteten die Argentinier ihre Zugehörigkeit aus der Atlantik-Klausel ab („[…]die im Atlantik östlich von Feuerland und vor der Ostküste von Patagonien liegen mögen, […]“).
Über den Kanalverlauf gab es ebenfalls Unstimmigkeiten. Das östliche Ende des Kanals kann man als ein Delta sehen: Man kann (mindestens) zwei Arme ausmachen, einen Ost-West-Arm und einen Nord-Süd-Arm. Chile sah im Ost-West-Arm den im Vertrag genannten Kanal. Argentinien sah in dem um die Insel Navarino herum führenden Arm diesen Kanal.

## Argumentation Argentiniens
Argentinien gründete seine Argumentation ausschließlich auf die Atlantik-Klausel im Artikel 3 des Grenzvertrages von 1881 zwischen Chile und Argentinien. Man kann die Position Argentiniens folgenderweise zusammenfassen:
1. Historisch gesehen habe Chile niemals Zugang zum Atlantik gehabt, der Vertrag von 1881 habe den Grenzvertrag von 1855 weder verändert noch außer Kraft gesetzt, sondern nur konkretisiert. Das heißt, der Uti possidetis von 1810, den man im Vertrag von 1855 festgeschrieben hatte, gelte weiter.
2. Im Vertrag von 1881 habe man sich auf den Vergleich Magellanstraße für Chile und Atlantikküste für Argentinien geeinigt.
3. Es gebe keinen Zusammenhang zwischen den einzelnen Artikeln im Vertrag von 1881. Chiles Verzicht auf das östliche Patagonien (praktisch Artikel 1) berechtige es keinesfalls zum Besitz von ganz Feuerland mit Ausnahme der Gebiete, die explizit Argentinien zugesprochen werden (praktisch Artikel 3). Jeder Vertragsartikel müsse für sich interpretiert werden, von den anderen abgekoppelt, das heißt Artikel 1 für die Anden-Region, Artikel 2 für die Magallanes-Region und Artikel 3 für die Feuerland- und Beagle-Region.
4. Das Ozean-Prinzip ist auch Grundlage für die Atlantik-Klausel im Artikel 3: „[…] sollen die Isla de los Estados, die kleinen Inseln in unmittelbarer Nähe und die Inseln, die im Atlantik östlich von Feuerland und vor der Ostküste von Patagonien liegen mögen, zur Republik Argentinien gehören;“. Außer der Isla de los Estados gebe es keine Inseln östlich von Patagonien und Feuerland, also könne der Artikel 3 sich nur auf die Inseln Lennox, Picton und Nueva und beziehen, weil der Artikel explizit andere Inseln Argentinien zuspreche, schlussfolgerte Argentinien. Tierra del Fuego meine den gesamten Archipel und Patagonia meine die Region von Río Negro bis Kap Hoorn. Die Bezeichnung sobre el Atlántico bedeute nicht „im Atlantik“, sondern vielmehr „dem Atlantik zugewandt“.
5. Da ohnehin alle strittigen Inseln unter die Atlantik-Klausel fallen, sei ihre Lage nördlich oder südlich des Kanals irrelevant. Wenn man diesem Artikel Geltung verschaffen wolle, so würde dadurch die Position Argentiniens bestätigt: Artikel 3 spricht Chile die Inseln „bis Kap Hoorn“ zu. Das definiere nicht nur eine südliche Grenze, sondern auch eine West-Ost-Grenze, über die hinaus Chile keine Rechte habe.
6. Die von Chile ausgeübten Hoheitsakte auf den Inseln seien von Anfang an völkerrechtswidrig gewesen. Die im Vertrag von 1881 vorgesehene Demarkationslinie in dieser Region sei niemals gemeinsam fixiert worden.

## Argumentation Chiles
Chile trug folgende Argumente vor:
1. Im Gegensatz zu der argentinischen Position bestehe in der völkerrechtsverbindlichen Beziehung zwischen beiden Ländern kein Ozean-Prinzip, auch nicht als moderne Version des Uti possidetis. Diese Doktrin sei mit dem Grenzvertrag von 1881, der die territorialen Beziehungen zwischen beiden Länder völlig neu geordnet habe, bedeutungslos geworden. Im Artikel 6 des Grenzvertrages stehe: „Die Regierungen der Republik Argentinien und Chiles werden für alle Zeiten die volle Herrschaft über die jeweiligen Territorien ausüben, die ihnen nach dieser Abmachung gehören.“
2. Der Vergleich habe zwar stattgefunden, aber nicht in der von Argentinien behaupteten Form. Chile habe für die Magellanstraße auf Ostpatagonien verzichtet, nicht auf die Küsten am Atlantik. Deswegen müsse man alle Artikel des Vertrages als eine Einheit interpretieren. Der Artikel 2 spreche dann alle Gebiete südlich der Magellanstraße Chile zu, mit Ausnahme der Isla de los Estados und des östlichen Feuerlandes (Regel-Ausnahme-Lösung).
3. Wenn Argentinien die Inseln Picton, Nueva und Lennox beanspruche, weil sie die einzigen seien, die es östlich von Patagonien oder Feuerland gebe, dann müsse betont werden, dass im Vertrag stehe „liegen mögen“ (in der spanischen Version des Vertrages steht der Konjunktiv „que haya“). Außerdem beziehe sich der Begriff Tierra del Fuego auf die Isla Grande de Tierra del Fuego (Großinsel Feuerland) und nicht auf den Archipel. Dies lasse sich aus der Systematik des Artikels 3 ablesen. Der Begriff Patagonien beziehe sich nur auf das Festland. Deswegen sei es unmöglich, Picton, Nueva und Lennox als östlich von Patagonien oder Feuerland zu sehen.
4. Aus all diesen Gründen sei die Kanal-Klausel im Artikel 3 bestimmend für die Zugehörigkeit der drei Inseln. Da im Text eine Nord-Süd-Grenze definiert sei, müsse man den West-Ost-Kanalverlauf für die korrekte Interpretation zu Grunde legen.
5. Für die Hoheitsakte, die Chile seit 1890 auf den Inseln ausgeübt habe, sei das Wiener Übereinkommen über das Recht der Verträge ausschlaggebend, weil Argentinien gegen diese Akte (bis 1914) nicht protestiert habe.

## Die Urteilsbegründung
Die bisherige Darstellung folgt dem Kompromiss und dem Teil I: Report des Report and Decision of the Court of Arbitration. Dessen Teil II: Decision gliedert sich in fünf Kapitel und 176 fortlaufend nummerierte Abschnitte.

### Der Arbeitsauftrag
Im Kapitel I (Abschnitte 1–8) befasst sich das Schiedsgericht mit der Darstellung seines Arbeitsauftrags und fasst ihn wie folgt zusammen:
1. Das Tribunal muss sich an das geltende Völkerrecht halten und darf keine Billigkeitserwägungen anstellen.
2. Die Gruppe Picton, Nueva und Lennox wird von beiden Parteien als eine Einheit betrachtet und das Schiedsgericht berücksichtigt diese Einstellung, vorausgesetzt, dass dem keine juristischen Gesichtspunkte widersprechen.
3. Trotz ihrer Differenzen sind beide Parteien mit Folgendem einverstanden:
  1. Ihre Rechte in der Region beruhen ausschließlich auf dem Grenzvertrag von 1881 und dessen Interpretation im Licht der Artikel 31–33 des Wiener Übereinkommens über das Recht der Verträge von 1969.
  2. Der Zweck des Grenzvertrages von 1881 war die „vollständige, endgültige und abschließende“ Beilegung aller offenen Grenzfragen.
  3. Der Vertrag von 1881 ersetzt alle vorherigen territorialen Übereinkünfte der Parteien sowie alle früheren Prinzipien der Gebietsregelung aus der Kolonialzeit.

### Uti possidetis
Im Kapitel II (Abschnitte 9–14) stellt das Schiedsgericht vorläufige geschichtliche Abwägungen zum letzten Unterpunkt an. Das Prinzip uti possidetis wird anhand von Beispielen aus der Zeit von 1855 bis 1875 als faktisch unergiebig für die Entscheidung der anstehenden Grenzfragen beurteilt, so dass es nur noch zum Verständnis historischer Vorgänge bei der Gebietsabgrenzung herangezogen werden kann. Hinsichtlich der konkreten Grenzziehung haben die Verhandlungen von 1876–1881 und der Grenzvertrag von 1881 dem Rechnung getragen und letzterer wurde seither angewendet.
Das Schiedsgericht sieht dieselbe Unergiebigkeit auch für das aus dem Prinzip uti possidetis abgeleiteten Ozean-Prinzip und beschränkt es in späteren Abschnitten ausdrücklich auf den Begriff „Atlantik-Prinzip“, um die von Argentinien darunter erhobenen Forderungen zu erörtern.

### Die Insel-Klausel
Dieser Einschätzung entsprechend befasst sich das längste Kapitel III (Abschnitte 15–111) mit dem Grenzvertrag von 1881 und dabei vor allem mit seinen Gebietsbestimmungen in den Artikeln 1–3. Nach der Wiedergabe des Vertrags und einleitenden allgemeinen Betrachtungen stellt das Schiedsgericht in den Abschnitten 18–22 anhand von Titel und Präambel des Grenzvertrags die Absicht der Parteien fest, durch ihn eine vollständige und endgültige Grenzziehung herbeizuführen. Das strittige Prinzip uti possidetis kann demnach nur noch in vereinzelten Zusammenhängen später eine Rolle spielen (Abschnitt 23).
Nach der Wiedergabe allgemeiner technischer Grundlagen der Grenzziehung in den nächsten drei Abschnitten behandeln die Abschnitte 26–31 die Natur des im Grenzvertrag erzielten Vergleichs. Das Schiedsgericht sieht es als notwendig an, die Artikel 1–3 des Grenzvertrags gemeinsam zu betrachten und lehnt dabei Argentiniens Auffassung ab, Patagonien sei kein Teil des Vergleichs gewesen, sondern von jeher argentinisch. Vielmehr sieht das Schiedsgericht den Vergleich darin, dass Chile auf Ansprüche in Patagonien zugunsten der alleinigen Kontrolle über die Magellanstraße verzichtet habe. Die Abschnitte 32–49 analysieren akribisch die Regelungen des Grenzvertrags im Bereich der Magellanstraße, ohne zu einem abschließenden Ergebnis über die widersprüchlichen Standpunkte der Parteien zu kommen. Mit einer Beschreibung der Grenzziehung auf Feuerland in den nächsten beiden Abschnitten enden die einleitenden Betrachtungen und die engeren Überlegungen zum Bereich des Beagle-Kanals beginnen.
Die Abschnitte 52–102 befassen sich sehr ausführlich mit der zweiten Hälfte von Artikel 3 des Grenzvertrags, der Insel-Klausel. Die Hauptaufgaben der Erörterung werden in den einleitenden drei Abschnitten beschrieben:
- die Zuweisungen an Argentinien und Chile im Grenzvertrag müssen detailliert betrachtet werden,
- während die Zuweisung der Inseln Picton, Nueva und Lennox vom Schiedsgericht gefordert wird, ist es nicht aufgefordert, über den wahren Verlauf des östlichen Endes des Beagle-Kanals zu entscheiden, sondern nur über die Grenzziehung in diesem Bereich im Grenzvertrag,
- eine Untersuchung, ob die drei Inseln gemeinsam zugewiesen werden müssen oder getrennt werden können und
- ob der Beagle-Kanal im Grenzvertrag so angesehen wird, als ob er vor den Inseln endet, oder aber südlich oder nördlich von ihnen verläuft.

Die Abschnitte 52–63 untersuchen verschiedene Aspekte der Zuschreibungen an Argentinien unter der Insel-Klausel und die Behauptungen der Parteien darüber. Die Abschnitte 64–66 fassen die Sicht des Schiedsgerichts darüber zusammen. Dabei wird das Atlantik-Prinzip als zu umstritten gewertet, um daraus Schlussfolgerungen abzuleiten. Die Abschnitte 67–78 ergänzen die Betrachtungen durch die Analyse von Vorgängen vor und nach der Unterzeichnung des Grenzvertrags. Im Abschnitt 79 kommt das Schiedsgericht zu dem Ergebnis, dass daraus nicht festgestellt werden könne, dass die drei Inseln Picton, Nueva und Lennox durch den Grenzvertrag Argentinien zugewiesen wurden. Die Abschnitte 80–98 untersuchen in gleicher Weise die Frage der Zuweisungen an Chile durch den Grenzvertrag. Im Abschnitt 99 kommt das Schiedsgericht zu der Überzeugung, dass im Grenzvertrag die drei Inseln als südlich des Beagle-Kanals gelegen aufgefasst wurden. Abgeschlossen wird die Betrachtung der Insel-Klausel mit den möglicherweise westlich von Feuerland gelegenen Inseln, die nach Auffassung des Schiedsgerichts keinen Einfluss auf seine auf den Hammer beschränkte Entscheidung haben.
Die Abschnitte 103–110 befassen sich mit den kleinen Inseln im Beagle-Kanal. Das Schiedsgericht beschreibt seinen Hauptgesichtspunkt dabei so:

“[…] for the Court considers it as amounting to an overriding general principle of law that, in the absence of express provision to the contrary, an attribution of territory must ipso facto carry with it the waters appurtenant to the territory attributed;”

„[…] denn das Schiedsgericht ist der Auffassung, dass es auf ein übergeordnetes allgemeines Rechtsprinzip hinausläuft, dass beim Fehlen ausdrücklicher gegenteiliger Regelungen eine Zuordnung von Hoheitsgebiet ipso facto [unvermeidlich] die dem zugeordneten Hoheitsgebiet rechtlich zugehörigen Wasserflächen mit einbeziehen muss;“

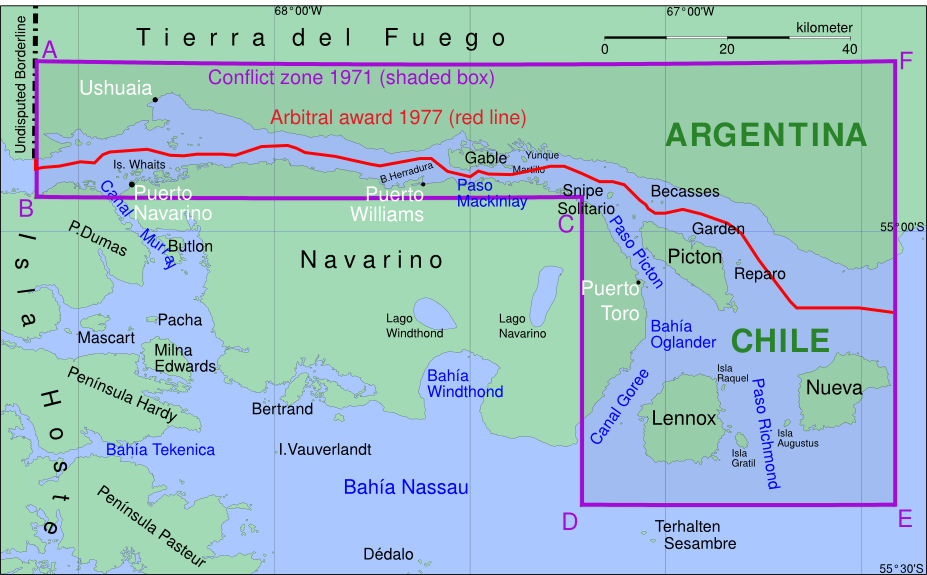
Vom Tribunal gezogener Grenzverlauf (rote Linie) durch die Mitte des Beagle-Kanals im Bereich des „Hammers“ ABCDEF.

Um den Grenzverlauf innerhalb des Kanals zu bestimmen, ließ sich das Schiedsgericht unter anderem von folgenden Gesichtspunkte leiten:

“[…] in particular by mixed factors of appurtenance, coastal configuration, equidistance, and also of convenience, navigability, and the desirability of enabling each Party so far as possible to navigate in its own waters.”

„[…] insbesondere von vermischten Gesichtspunkten der rechtlichen Zugehörigkeit, des Küstenverlaufs, des gleichen Abstands und auch der Zweckmäßigkeit, der Schiffbarkeit und der Erwünschtheit jeder Partei zu ermöglichen, so weit wie möglich eigene Gewässern befahren zu können.“

Die so gezogene Grenze verläuft etwa durch die Mitte des Kanals. Dem Urteil ist eine Landkarte beigefügt, auf der der Grenzverlauf vom Längengrad 63°48" W bis zu einem Punkt zwischen der Insel Nueva und Feuerland dargestellt ist, wo die östliche Grenze des Hammers liegt. Die Insel Whaits, die Felsen Snipe, Eugenia, Solitario, Hermanos, Gardiner y Reparo und die Banks Herradura werden Chile zugesprochen. Sie liegen alle in der Nähe des Südufers des Beagle-Kanals. Argentinien wurden innerhalb des Hammers alle Inseln und Felsen in der Nähe des Nordufers des Kanals zugesprochen: Bridges, Eclaireurs, Gable, Becasses, Martillo und Yunque.
Mit dem 1994 in Kraft getretenen Seerechtsübereinkommen der Vereinten Nationen erfolgte eine Anerkennung der 200-Meilen-Zone. Damit erhielt Chile als Folge des Schiedsgerichtsurteils weiterreichende Rechte im Atlantik bis zur Antarktis.

### Erhärtende Vorgänge und Materialien
Kapitel IV (Abschnitte 112–175) befasst sich mit Ereignissen und Materialien aus der Zeit nach dem Abschluss des Grenzvertrags. Aus mündlichen und schriftlichen Äußerungen des argentinischen Außenministers Irigoyen entnimmt das Schiedsgericht zunächst, dass es präzise argentinische Auffassungen südlich der Isla de los Estados bis Kap Hoorn nicht gegeben habe und dass Feuerland immer nur als die Hauptinsel, nicht als der ganze Archipel aufgefasst wurde. Gravierende Widersprüche zwischen der chilenischen und argentinischen Auffassung des Grenzvertrags über die Region südlich der Magellanstraße habe es in der Zeit unmittelbar nach der Vertragsunterzeichnung nicht gegeben. Das Schiedsgericht stellt etwa ab 1889 jedoch einen erkennbaren Meinungsumschwung hierzu in Argentinien fest.
Die Abschnitte 136–163 behandeln Aspekte der Beagle-Kartographie ab 1881. In den letzten beiden Abschnitten dieses Blocks fasst das Schiedsgericht zusammen, dass es diese Landkarten nur als illustratives Material ansehe. Seine Schlussfolgerungen der Zuweisung der Inseln Picton, Nueva und Lennox als „südlich des Beagle-Kanals“ an Chile ziehe es ausschließlich aus dem Grenzvertrag selbst.
Ähnlich werden in den Abschnitten 164–175, die die Urteilsbegründung abschließen, hoheitliche Akte Chiles auf den Inseln Picton, Nueva und Lennox und das Ausbleiben offizieller formaler argentinischer Schritte dagegen untersucht. Sie werden ebenfalls als nicht bestimmend für die Aufgabe des Schiedsgerichts angesehen, die im Grenzvertrag gemeinte Grenze festzustellen, bestätigen aber die Entscheidung zugunsten Chiles.

## Das Urteil
Der Report and Decision of the Court of Arbitration wurde am 18. April 1977 Königin Elisabeth II. übergeben. Der französische Richter André Gros gab eine abweichende Meinung ab, jedoch nicht bezüglich des Resultats, sondern der Begründung. Die Königin gab am 2. Mai 1977 das Urteil den Regierungen beider Länder bekannt.
Die einstimmige Entscheidung des Schiedsgerichts im Kapitel V (Abschnitt 176) lautet erstens:

“(i) that Picton, Nueva and Lennox Islands, together with their immediately appurtenant islets and rocks belong to the Republic of Chile;”

„(i) dass die Inseln Picton, Nueva und Lennox zusammen mit den unmittelbar zugehörigen Inselchen und Felsen zur Republik Chile gehören;“

“(ii) that the red line drawn on the attached chart, entitled 'Boundary-Line Chart' — which forms an integral part of the present Decision (Compromiso of 22 July 1971, Article XII (1)) —constitutes the boundary between the territorial and maritime jurisdictions of the Republics of Argentina and Chile respectively, within the limits of the area bounded by the straight lines joining the co-ordinate points ABCDEF specified in Article I (4) of the said Compromiso, and known as the 'Hammer' (Decision, paragraph 1);”

„(ii) dass die rote Linie auf der angehängten Karte mit der Bezeichnung 'Boundary-Line Chart’ - die einen integralen Teil der vorliegenden Entscheidung darstellt (Kompromiss vom 22. Juli 1971 Artikel XII (1)) - die Grenze zwischen den Zuständigkeitsbereichen der Republiken Argentinien beziehungsweise Chile zu Lande und zu Wasser innerhalb der Grenzen des Gebiets bildet, das von den Geraden begrenzt wird, die die Koordinatenpunkte ABCDEF verbinden, wie sie im Artikel I (4) des besagten Kompromisses festgelegt und hier als 'Hammer' bezeichnet sind (Entscheidung, Abschnitt 1);“

“(iii) that within this area the title to all islands, islets, reefs, banks and shoals, if situated on the northern side of the said red line, is vested in the Republic of Argentina; and if situated on the southern, in the Republic of Chile;”

„(iii) dass innerhalb dieses Gebiets die Verfügungsgewalt über alle Inseln, Inselchen, Riffe, Sandbänke und Untiefen, wenn sie auf der Nordseite der besagten roten Linie liegen der Republik Argentinien übertragen wird; und wenn sie auf der Südseite liegen der Republik Chile;“

Das Schiedsgericht legt ferner zweitens fest

“[…] (Compromiso, Article XII (3))— that in so far as any special steps are necessary to be taken for the execution of the present Decision, they shall be taken by the Parties, and the Decision shall be executed, within a period of 9 months from the date on which, after ratification by Her Britannic Majesty's Government, it is communicated by the latter to the Parties, together with the Declaration constituting it the Award specified in Article XIII (1) of the Compromiso;”

„[…] (Kompromiss, Artikel XII (3)) - dass insofern irgendwelche besonderen Schritte für die Umsetzung der vorliegenden Entscheidung unternommen werden müssen, diese von den Parteien zu unternehmen sind, und dass die Entscheidung in einem Zeitraum von neuen Monaten ab dem Datum umgesetzt werden muss, an dem sie nach der Ratifizierung durch die Regierung Ihrer Britischen Majestät von letzterer zusammen mit der Erklärung den Parteien übermittelt wurde, dass sie den Schiedsspruch darstellt, der in Artikel XIII (1) des Kompromisses definiert ist;“

Das Schiedsgericht weist drittens die Parteien an, es durch seinen Rechtspfleger Philippe Cahier über die rechtlichen, administrativen, technischen oder anderen Schritte zu informieren, die sie jeweils oder auf beiden Seiten als nötig befinden, um die vorliegende Entscheidung umzusetzen. Ebenso soll das Schiedsgericht rechtzeitig und in jedem Fall innerhalb der oben angegebenen Frist von neun Monaten über die tatsächlich unternommenen Schritte zur Umsetzung der Entscheidung informiert werden.
Das Schiedsgericht erklärt viertens zuletzt im Hinblick auf Artikel XV des Kompromisses, dass es für diese Zwecke fortbestehe, bis es die Regierung Ihrer Britischen Majestät von seiner Überzeugung unterrichtet habe, dass der Schiedsspruch wesentlich und vollkommen umgesetzt wurde, und dass es so lange den Parteien zur Verfügung stehe, wie es für Beratung und Anweisungen erforderlich sei, die sie benötigen, um den Schiedsspruch ordnungsgemäß in Kraft zu setzen.

## Argentinische Ablehnung des Schiedsspruchs
Chile nahm den Schiedsspruch an und ließ ihn am 14. Juni 1977 mit dem Dekret n°416 über die Basislinien in chilenisches Recht umsetzen. Argentinien erklärte hingegen am 25. Januar 1978 in einer Note an den chilenischen Botschafter in Argentinien den Schiedsspruch als null und nichtig und sah sich zu seiner Erfüllung nicht verpflichtet. Chilenische Hoheitsakte auf der Basis des Schiedsspruchs werde es nicht anerkennen.
In der Note behauptet die argentinische Regierung, der Schiedsspruch enthalte „schwere und zahlreiche Fehler“ und wurde „gegen die Normen des Völkerrechts gefällt, an die sich das Gericht halten musste“. Die dafür angegebenen Gründe waren:
1. Die argentinische Argumentation sei verzerrt dargestellt worden. Hier wird insbesondere die argentinische Auffassung zur Lage des Beagle-Kanals an seinem östlichen Ausgang genannt, der nach Unterlagen der Entdecker nördlich von Lennox und zwischen Picton und Navarino angesetzt worden sei.
2. Meinungsäußerungen über Themen, die nicht Aufgabe des Gerichts waren. Angeführt werden Erwägungen des Schiedsgerichts zu Inseln südlich des Hammers oder zum östlichen Ende der Magellanstraße.
3. Widersprüchliche Schlussfolgerungen des Schiedsgerichts. Diese sah Argentinien bei der Aufteilung der Inseln im Beagle-Kanal oder bei der Frage, ob mit Feuerland der ganze Archipel oder nur die Hauptinsel gemeint sei.
4. Interpretationsfehler. Hier werden diverse Formulierungsbeispiele aus dem Schiedsgerichtsurteil herangezogen.
5. Geographische und historische Fehler. Unter anderem wird die dem Schiedsgerichtsurteil beigefügte Karte als unzuverlässig gerügt. Ansonsten werden argentinische Standpunkte angeführt, denen das Schiedsgericht sich nicht angeschlossen hat.
6. Unausgewogene Gewichtung der Argumente und Beweismitteln der Parteien.

Die Untersuchung Der Schiedsspruch in der Beagle-Kanal-Streitigkeit bewertet diese argentinischen Vorwürfe als dürftig und die Kritik am Schiedsgericht als unbegründet.The Impact of International Law on International Cooperation: Theoretical Perspective urteilt:

“from a legal and juridical point of view, the Argentine rights over the Beagle Channel islands could not be sustained.”

„von einem rechtlichen und juristischen Standpunkt konnte man die argentinischen Ansprüche auf den Beagle-Kanal nicht aufrechterhalten.“

## Auflösung des Tribunals
Im Kompromiss war der Allgemeine Vertrag für Schiedsverfahren zwischen Chile und Argentinien vom 28. Mai 1902 als Vertragsrahmen vorgesehen. Er regelte unter anderem, wie nach einem Schiedsspruch zu handeln war:

«Artículo 13) La sentencia es inapelable y su cumplimiento esta confiado al honor de las Naciones signatarias de este pacto. Sin embargo, se admitirá el recurso de revisión ante el mismo Arbitro que la pronunció, siempre que se deduzca antes de vencido el plazo senalado para su ejecución, y en los siguientes casos:
1°. Si se ha dictado sentencia en virtud de un documento falso o adulterado;
2°. Si la sentencia ha sido en todo o en parte la consecuencia de un error de hecho, que resulte de las actuaciones o documentos de la causa.»

„Artikel 13) Das Urteil ist unanfechtbar und seine Erfüllung wird der Ehre der vertragsunterzeichnenden Nationen anvertraut. Ein Antrag auf Revision vor demselben Schiedsgericht, das das Urteil fällte, ist zugelassen, wenn dieser Antrag innerhalb der vorgesehenen Fristen eingeht und in den folgenden Fällen:
1°. Wenn das Urteil auf Grund eines falschen oder verfälschten Dokuments gefällt worden ist.
2°. Wenn das Urteil ganz oder teilweise die Konsequenz eines tatsächlichen Fehlers ist, der aus den Dokumenten oder Handlungen des Prozesses hervorgegangen ist.“

Der argentinische Staat ging jedoch nicht in Revision. In einer Note unterrichtete das Schiedsgericht beide Länder, dass der Kompromiss keine einseitige Kündigung des Schiedsspruchs zuließ und dass solche Versuche

“must themselves be regarded as nullities, devoid of all legal force or effect. They are not capable of impairing the validity of the Award, which in consequence remains fully operative and obligatory in law”

„als nichtig, rechtlich gegenstandslos und zwecklos betrachtet werden müssen. Sie beeinträchtigen die Gültigkeit des Schiedsspruchs nicht, der dementsprechend zwingend und rechtwirksam bleibt“

Trotz der argentinischen Ablehnung hat das Schiedsgericht seinen Schiedsspruch als erfüllt angesehen, denn die Chile zugesprochenen Inseln befanden sich alle unter chilenischer Hoheit und alle Argentinien zugesprochenen Inseln unter argentinischer Hoheit. Das Schiedsgericht erklärte sich functus officio (nach getaner Arbeit) und löste sich auf, „da es im höchsten Maße anormal und einmalig wäre, wenn es wegen der mangelnden Kooperation einer Partei auf unabsehbare Zeit bestehen bleiben würde, was zudem auch eine Ungerechtigkeit der anderen, den Schiedsspruch befolgenden Partei gegenüber sei“.

## Analyse
Der Schiedsspruch war eine schwere Niederlage für die argentinische Außenpolitik und seine Ablehnung leitete eine Abkoppelung aus der internationalen Gemeinschaft ein, die das Land drei Jahre später in den Krieg führen sollte.
Die Ablehnung des Schiedsurteils führte 1978 beide Länder in eine Eskalation bis zum Rande eines Krieges. Am 22. Dezember 1978 startete Argentinien die Operation Soberanía, um die Inseln militärisch zu besetzen. Nur die päpstliche Vermittlung konnte in letzter Minute den Ausbruch eines bewaffneten Konflikts stoppen.
Das Schiedsverfahren war vom Falklandkonflikt nicht beeinträchtigt, eine Tatsache, die in Argentinien oft verschleiert oder offen verneint wird. Es wird oft versucht, den Schiedsspruch als ein Werk Englands oder der Königin von England darzustellen, um auf diese Weise Voreingenommenheit zu unterstellen.
In Chile blieb der Vertragsbruch seitens der argentinischen Regierung im Gedächtnis eingeprägt.
Der Schiedsspruch brachte die Militärdiktaturen auf beiden Seiten der Grenze in eine einmalige und paradoxe Situation: In Chile feierten die Militärs die „weise“ Entscheidung Allendes, des gestürzten Feinds, und in Argentinien kritisierten die Militärs die „unbedachte“ Entscheidung ihres früheren Kollegen an der Macht, General Lanusse.
Der Schiedsspruch wurde im Freundschafts- und Friedensvertrag von 1984 zwischen Chile und Argentinien von Argentinien anerkannt und ist heute Teil des Regelwerkes, das die lange chilenisch-argentinische Grenze definiert.